# КК Тофаш
КК Тофаш (тур. Tofaş Spor Kulübü) турски је кошаркашки клуб из Бурсе. У сезони 2022/23. такмичи се у Првој лиги Турске и у ФИБА Лиги шампиона.

## Историја
Клуб је основан 1974. године и спонзорише га истоимена аутомобилска компанија. Од 1976. такмичи се у Првој лиги Турске. Први трофеј клуба дошао је у Купу Турске 1993. године, а најуспешније сезоне у историји клуба су 1998/99. и 1999/00, када је освајао дуплу круну (првенство и куп).
Највећи успех у европским такмичењима било је финале Купа Радивоја Кораћа у сезони 1996/97, које су изгубили од Ариса из Солуна. У сезони 1999/00. наступали су у Евролиги и такмичење завршили већ у првој групној фази. У Еврочеленџу је најбољи резултат био пласман међу 16 најбољих (сез. 2012/13). 

## Успеси

### Национални
- Првенство Турске:
  - Првак (2): 1999, 2000.
  - Вицепрвак (3): 1978, 1991, 2018.

- Куп Турске:
  - Победник (3): 1993, 1999, 2000.
  - Финалиста (1): 2018.

### Међународни
- Куп Радивоја Кораћа:
  - Финалиста (1): 1997.

## Учинак у претходним сезонама
| Сез.     | Првенство Турске | Куп Турске   | Европско такмичење                     | Европско такмичење |
| -------- | ---------------- | ------------ | -------------------------------------- | ------------------ |
| 2009/10. | 10. место        | Групна фаза  | —                                      |                    |
| 2010/11. | 9. место         | Групна фаза  | —                                      |                    |
| 2011/12. | Четвртфинале ПО  | Четвртфинале | —                                      |                    |
| 2012/13. | Четвртфинале ПО  | Групна фаза  | Еврочеленџ — Топ 16                    |                    |
| 2013/14. | Четвртфинале ПО  | Четвртфинале | Еврочеленџ — Топ 32                    |                    |
| 2014/15. | 16. место        | Групна фаза  | Еврочеленџ — Топ 32                    |                    |
| 2016/17. | Четвртфинале ПО  | —            | —                                      |                    |
| 2017/18. | Вицепрвак        | Финалиста    | Еврокуп — Топ 24                       |                    |
| 2018/19. | Полуфинале ПО    | Четвртфинале | Еврокуп — Топ 24                       |                    |
| 2019/20. | прекинуто        | Четвртфинале | Еврокуп (прекинуто)                    |                    |
| 2020/21. | Четвртфинале ПО  | није игран   | ФИБА Лига шампиона — Друга групна фаза |                    |
| 2021/22. | 9. место         | Четвртфинале | ФИБА Лига шампиона — Четвртфинале      |                    |
| 2022/23. | Четвртфинале ПО  | није игран   | ФИБА Лига шампиона — Плеј-ин           |                    |
| 2023/24. | 11. место        | —            | ФИБА Лига шампиона — Четвртфинале      |                    |
| 2024/25. | —                | Четвртфинале | ФИБА Куп Европе                        |                    |

## Познатији играчи
- Кристофер Букер
- Славко Вранеш
- Џамонт Гордон
- Јуре Здовц
- Сами Мехија
- Мехмет Окур
- Рок Стипчевић

## Познатији тренери
- Јасмин Репеша